# لوتسن
لوتسن (بالألمانية: Lützen) هي بلدة ألمانية تقع في ألمانيا في ساكسونيا أنهالت.[بحاجة لمصدر]  يقدر عدد سكانها بـ 7,826 نسمة .

## أعلام
- أوتومار ساش
- غوستاف الثاني أدولف
- فريدريك نيتشه